# Francesco Sansovino
Francesco Sansovino (Roma, 1521 – Venezia, 28 settembre 1583) è stato un letterato italiano.

## Biografia
Nato a Roma, figlio naturale del grande architetto Jacopo Sansovino, ancora bambino seguì il padre, che si rifugiò a Venezia, mentre Roma veniva saccheggiata dai Lanzichenecchi (1527). Studiò legge a Bologna e a Padova, spostandosi più volte. Fece parte, per un breve periodo, della corte di Giulio III, prima di ammogliarsi e stabilirsi definitivamente a Venezia, dove condusse una vita ritirata e tranquilla da autore poligrafo, prestando la sua opera alle famose tipografie veneziane, per le quali fece traduzioni, compilò raccolte e annotò alcuni testi classici. Morì il 28 settembre del 1583.

### Attività letteraria
Sono state registrate ben 97 opere, fra edite e inedite, scritte da Francesco Sansovino in un trentennio. Gli argomenti sono i più disparati: dalla storia alla medicina, dalle tecniche amorose all'agricoltura, dalla grammatica alla politica al diritto.
La sua opera più famosa è Venetia, città nobilissima et singolare, descritta in XIIII libri, chiamata brevemente Venetia descritta, una specie di enciclopedia sulla città veneta nella quale descriveva chiese, palazzi, opere d'arte, nonché usi, personaggi e avvenimenti fino al 1581, anno della stampa.
Grande fortuna ebbe anche l'opera Origini e fatti delle famiglie illustri d'Italia, più volte ristampata, ma sospettata di plagio da un'opera analoga di Giuseppe Betussi. Pubblicò anche due volumi di raccolte di discorsi, Orazioni volgarmente scritte da molti uomini illustri dei tempi nostri e il trattato sull'opera di segretariato Secretario o Trattato in quattro libri sull'arte di scrivere lettere "acconciatamente et con arte in qual si voglia soggetto". 
Fu anche un valido critico letterario di grande finezza, pubblicando per esempio le Lettere sopra le dieci giornate del Decameron (1543) e analoghi scritti su Dante, Petrarca e Ariosto. Sul tema storico, tradusse, dal latino in italiano, nel 1583, gli Antiquitatum variarum volumina XVII di Annio da Viterbo: Le antichità di Beroso Caldeo Sacerdote. Et d'altri scrittori, così Hebrei, come Greci et Latini, che trattano delle stesse materie (1583), in seguito rivelatesi una complessa falsificazione.

## Opere

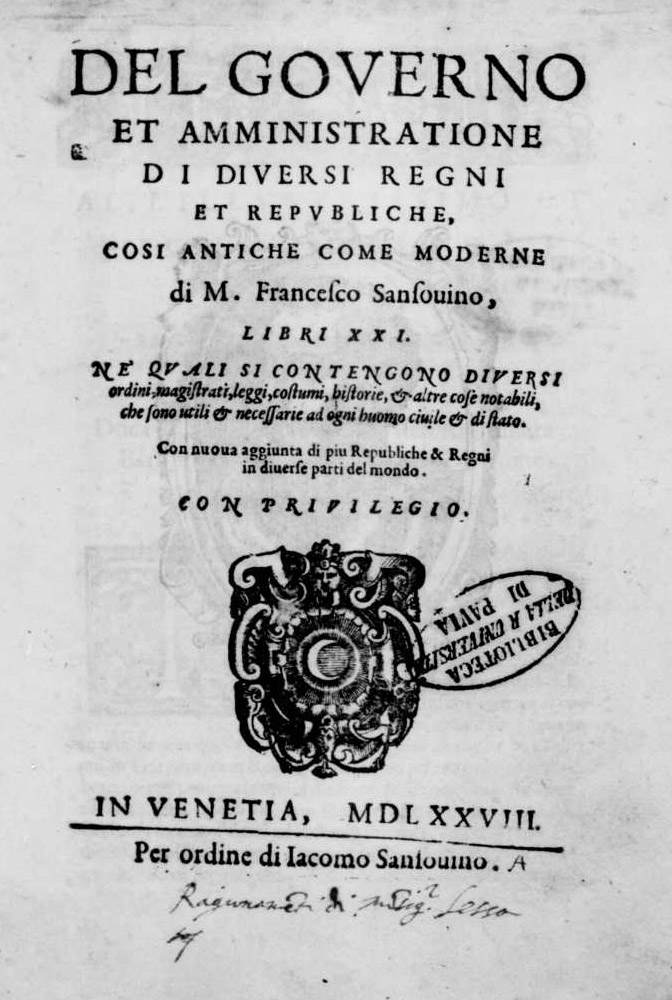
Del governo dei regni e delle repubbliche così antiche come moderne, 1578

### Originali
- L'edificio del corpo humano (1550) (versione digitale)
- Del governo e amministrazione di diversi regni e republiche (1562)
  -  Del governo dei regni e delle repubbliche così antiche come moderne, Venezia, Giovanni Antonio Bertano, 1578.
- Della materia medicinale, Venezia,  Giovanni Andrea Valvassori, 1562.
- L'Historia di casa Orsina (1565) (versione digitale)
- Dialogo de tutte le cose notabili, che sono in Vinetia cioè, pittori & pitture. Scultori & scolture. Vsanze antiche. ... Con la prima origine della edification di questa città (1565) (versione digitale)
- Del secretario o Trattato in quattro libri sull'arte di scrivere lettere "acconciatamente et con arte in qual si voglia soggetto'' (1565) (versione digitale)
- Il simolacro di Carlo Quinto imperadore (1567) (versione digitale)
- Historiale universale dell'origine et imperio de' Turchi (1568) (versione digitale)
- Lettera o vero discorso di M. Francesco Sansouino sopra le predittioni fatte in diuersi tempi da diuerse persone illustri le quali pronosticano la nostra futura felicità, per la guerra del turco con la serenissima republica di Venetia l'anno 1570 (versione digitale)
- Gl'Annali ouero le Vite de' principi et signori della casa Othomana di m. Francesco Sansouino. Ne quali si leggono di tempo in tempo tutte le guerre particolarmente fatte dalla nation de' Turchi, in diuerse prouincie del mondo contra i christiani (1571) (versione digitale)
- Cento Novelle antiche  (1575)
- Concetti politici  (1578) (versione digitale)
- Venetia citta nobilissima et singolare, descritta in XIIII libri, Venezia, Iacomo Sansovino, 1581, SBN UBOE000104.
- Sette libri di satire di: Ludovico Ariosto, Hercole Bentivoglio, Luigi Alemanni, Pietro Nelli, Antonino Vinciguerra, Francesco Sansovino e d'altri scrittori (Fratelli Zopini, Venezia 1583) (versione digitale)
- Della origine e de' fatti delle famiglie illustri d'Italia (versione digitale)
- Cronologia del mondo (1582) (versione digitale)
- Delle lettere amorose di diuersi huomini illustri (1584) (versione digitale)
- Orazioni volgarmente scritte da molti uomini illustri dei tempi nostri
- Vita di Giesù Christo Nostro Redentore scritta da Landolfo di Sassonia fatta volgare da M. Francesco Sansovino, in Ferrara appresso Giulio Cesare Cagnaccini, Ferrara 1586.
- Delle cose notabili della città di Venetia (1587) (versione digitale)

### Traduzioni
- Le antichità di Beroso caldeo sacerdote. Et d'altri scrittori, così Hebrei, come Greci et Latini, che trattano delle stesse materie (traduzione degli Antiquitatum variarum volumina XVII, 1583)
- Le istituzioni imperiali del sacratissimo prencipe Giustiniano Cesare Augusto. Tradotte in volgare da M. Francesco Sansovino (versione digitale)